# Пиетроаса (Тамбоешти)
Пиетроаса (рум. Pietroasa) насеље је у Румунији у округу Вранча у општини Тамбоешти. Oпштина се налази на надморској висини од 234 m.

## Становништво
Према подацима из 2011. године у насељу је живело 172 становника.